# Paracarotomus cephalotes
Paracarotomus cephalotes is een vliesvleugelig insect uit de familie Pteromalidae. De wetenschappelijke naam is voor het eerst geldig gepubliceerd in 1894 door Ashmead.